# Gljive mješinarke
Ascomycota (mješinarke), najveće koljeno u carstvu gljiva (fungi). Sastoji se od više razreda. Danas se ove gljive uz još četiri glavna koljena vode kao prave gljive ili Eumycota.

## Galerija
- Bulgaria inquinans
- Xylaria longipes
- Hypoxylon fuscum
- Cladonia macilenta
- Xylaria polymorpha ili mrtvačevi prsti
- Sarcoscypha coccinea
- Xylaria hypoxylon
- Venturia inaequalis
- Verrucaria nigrescens
- Geoglossum umbratile
- Conotrema urceolatum
- Aleuria aurantia
- Sordaria fimicola

## Razredi
- Archaeorhizomycetes Rosling & T. James
- Pezizomycotina O.E. Erikss. & Winka
  - Arthoniomycetes O.E. Erikss. & Winka
  - Dothideomycetes O.E. Erikss & Winka
  - Eurotiomycetes O.E. Erikss. & Winka
  - Laboulbeniomycetes Engl.
  - Lecanoromycetes O.E. Erikss. & Winka
  - Leotiomycetes O.E. Erikss. & Winka
  - Lichinomycetes O.E. Erikss & Winka
  - Orbiliomycetes O.E. Erikss. & Baral
  - Pezizomycetes O.E. Erikss. & Winka
  - Sordariomycetes O.E. Erikss. & Winka
  - Xylonomycetes Gazis & P. Chaverri
- Saccharomycotina O.E. Erikss. & Winka
  - Saccharomycetes O.E. Erikss. & Winka
- Taphrinomycotina O.E. Erikss. & Winka
  - Neolectomycetes O.E. Erikss. & Winka
  - Pneumocystidomycetes O.E. Erikss. & Winka
  - Schizosaccharomycetes O.E. Erikss. & Winka
  - Taphrinomycetes O.E. Erikss. & Winka
- Ostali rodovi:

Abgliophragma, Abropelta, Abrothallus, Abyssomyces, Acanthoderma, Acarellina, Acaroconium, Acarocybe, Acarocybellina, Acarocybiopsis, Acaropeltis, Achoropeltis, Acinula, Acontium, Acremoniella, Acremoniula, Acroconidiellina, Acrodictyella, Acrodictyopsis, Acrodictys, Acrodontiella, Acrodontium, Acrophialophora, Acrophragmis, Acrospeira, Acrospira, Acrostaurus, Acrotheciella, Acrothecium, Actinocladium, Actinodochium, Actinotexis, Actinothecium, Acumispora, Aegeritella, Aenigmatospora, Agaricodochium, Agarwalia, Agarwalomyces, Agrabeeja, Agyriella, Agyriellopsis, Ahmadia, Ajrekarella, Alatosessilispora, Albophoma, Alciphila, Aleurodomyces, Algonquinia, Allantophoma, Allonema, Alloneottiosporina, Allothyriella, Allothyrina, Allothyriopsis, Alpakesa, Alpakesiopsis, Alveophoma, Alysidiella, Alysidiopsis, Amallospora, Amblyosporium, Ambrosiaemyces, Ameliella, Amerodiscosiella, Amerodiscosiellina, Ameromassaria, Amerosporiella, Amerosporiopsis, Amerosympodula, Amoenodochium, Amoenomyces, Amphichaetella, Amphisphaerellula, Amphophialis, Amphoropycnium, Ampullifera, Ampulliferina, Amylis, Anaphysmene, Anarhyma, Ancoraspora, Ancorasporella, Angiopomopsis, Angulospora, Annellodentimyces, Annellodochium, Annellolacinia, Annellophora, Annellophorella, Annellophragmia, Annellosympodia, Antennopsis, Anthina, Anthopsis, Anthostomaria, Anthostomellina, Anthracoderma, Antimanoa, Antromyces, Anulohypha, Aoria, Aphanofalx, Apiocarpella, Apiotypa, Apogloeum, Aporellula, Aposporella, Aquapoterium, Arachnophora, Arachnospora, Arborillus, Arborispora, Arbusculina, Arcuadendron, Ardhachandra, Argopericonia, Aristastoma, Arnaudina, Arnoldiella, Arthrobotryomyces, Arthrobotryum, Arthrocladium, Arthrocristula, Arthrosporium, Arthrowallemia, Articularia, Articulophora, Artocarpomyces, Arxiella, Asbolisiomyces, Ascochytopsis, Ascochytulina, Ascocorticiellum, Ascomauritiana, Ascorhiza, Ascosorus, Ashtaangam, Aspilaima, Assoa, Astelechia, Asterinothyriella, Asterinothyrium, Asteroconium, Asteromidium, Asteromyces, Asteronectrioidea, Asteropsis, Asteroscutula, Asterosporium, Asterostomopora, Asterostomopsis, Asterostomula, Asterostomulina, Astomella, Astrodochium, Astronatelia, Ateleothylax, Atractilina, Atractium, Atrosetaphiale, Aulospora, Aurantiosacculus, Avesicladiella, Avettaea, Azbukinia, Bachmanniomyces, Bacillopeltis, Bactridium, Bactrodesmiastrum, Bactrodesmiella, Bactrosphaeria, Baculospora, Badarisama, Bahuchashaka, Bahukalasa, Bahusaganda, Bahusandhika, Bahusutrabeeja, Balaniopsis, Balanium, Barbarosporina, Barnettella, Basauxia, Basididyma, Basramyces, Batistina, Batistospora, Beauveriphora, Beccopycnidium, Beejadwaya, Belemnospora, Bellulicauda, Beltrania, Beltraniopsis, Beniowskia, Benjpalia, Beverwykella, Bharatheeya, Bhargavaella, Biatoridium, Bibanasiella, Biflagellospora, Biflagellosporella, Biflua, Bilboque, Bilgramia, Bimeris, Bioconiosporium, Biophomopsis, Bispora, Bisseomyces, Bitunicostilbe, Bizzozeriella, Blarneya, Blastacervulus, Blastocatena, Blastoconium, Blastocystis, Blastodictys, Blastofusarioides, Blastomyces, Blastophorella, Blastophorum, Blastophragma, Blennoriopsis, Blodgettia, Bombardiastrum, Bomplandiella, Bostrichonema, Botryodeorsum, Botryoderma, Botryodiplodina, Botryomonilia, Botryomyces, Botryosporium, Brachydesmiella, Brachyhelicoon, Brachysporiellina, Brachysporiopsis, Brefeldiopycnis, Brenesiella, Bresadolina, Briosia, Broomeola, Brycekendrickia, Bulbilopycnis, Bulbocatenospora, Bullaserpens, Byssophytum, Byssotheciella, Cacumisporium, Calcarispora, Calcarisporiella, Calceispora, Caleutypa, Callistospora, Calocline, Calosphaeriopsis, Camarographium, Camaropycnis, Camarosporellum, Camarosporiopsis, Camarosporulum, Camposporidium, Camposporium, Camptomeris, Campylospora, Canalisporium, Candelabrum, Candelosynnema, Capitorostrum, Capsicumyces, Carmichaelia, Carnia, Carrismyces, Castanedaea, Catenella, Catenocuneiphora, Catenophora, Catenophoropsis, Catenospegazzinia, Catenosubulispora, Catenosynnema, Catenulaster, Catinopeltis, Ceeveesubramaniomyces, Cephalodochium, Ceracea, Ceratocladium, Ceratophorum, Ceratopycnis, Ceratosporella, Cercosperma, Ceuthosira, Ceuthosporella, Chaetantromycopsis, Chaetasbolisia, Chaetendophragmia, Chaetoamphisphaeria, Chaetoblastophorum, Chaetoconidium, Chaetocytostroma, Chaetodiplis, Chaetodiplodina, Chaetopeltaster, Chaetophiophoma, Chaetophoma, Chaetopsis, Chaetopyrena, Chaetosclerophoma, Chaetoseptoria, Chaetospermopsis, Chaetospermum, Chaetosphaeronema, Chalara, Chalarodendron, Chalarodes, Chantransiopsis, Characonidia, Chardonia, Charomyces, Cheilaria, Cheiromyceopsis, Cheiromyces, Cheiromycina, Cheiropolyschema, Cheirospora, Chiastospora, Chikaneea, Chionomyces, Chithramia, Chlamydomyces, Chlamydopsis, Chlamydorubra, Choanatiara, Choreospora, Chromosporium, Chrysachne, Chrysalidopsis, Chryseidea, Chuppia, Cicadocola, Ciferria, Ciferriella, Ciferrina, Ciferriopeltis, Ciliochora, Ciliochorella, Ciliofusospora, Ciliophora, Ciliophorella, Ciliospora, Ciliosporella, Circinoconis, Circinotrichum, Cirrosporium, Cissococcomyces, Civisubramaniania, Cladochasiella, Cladoconidium, Cladographium, Cladoniicola, Cladosphaera, Cladosporiella, Clasteropycnis, Clathroconium, Clauzadeomyces, Clavariana, Cleistocystis, Cleistophoma, Cleistothelebolus, Clohesyomyces, Clypeoceriospora, Clypeochorella, Clypeolum, Clypeopatella, Clypeophialophora, Clypeopycnis, Clypeoseptoria, Clypeosphaerulina, Clypeostagonospora, Coccogloeum, Codonmyces, Coelographium, Coelosporium, Colemaniella, Coleodictyospora, Coleophoma, Coleoseptoria, Colispora, Collecephalus, Collembolispora, Colletoconis, Colletosporium, Collodochium, Collostroma, Columnodomus, Columnophora, Columnothyrium, Comatospora, Comocephalum, Condylospora, Coniambigua, Conicomyces, Conidiocarpus, Conioscyphopsis, Coniothecium, Coniothyrina, Conjunctospora, Conostoma, Consetiella, Cooksonomyces, Corallinopsis, Corallomyces, Cordana, Coremiella, Corethropsis, Corethrostroma, Cornucopiella, Cornutispora, Cornutostilbe, Coryneliella, Corynesporella, Corynesporina, Corynesporopsis, Cosmariospora, Costanetoa, Craneomyces, Cremasteria, Creodiplodina, Creonecte, Creoseptoria, Creothyriella, Cribropeltis, Crinigera, Crinitospora, Cristula, Crucellisporiopsis, Crucellisporium, Crustodiplodina, Cryptoascus, Cryptoceuthospora, Cryptocoryneopsis, Cryptocoryneum, Cryptomela, Cryptomycina, Cryptophiale, Cryptophialoidea, Cryptosporium, Cryptostroma, Cryptumbellata, Ctenosporium, Cubasina, Cucurbitopsis, Culicidospora, Culicinomyces, Cumulospora, Curculiospora, Curucispora, Curvidigitus, Curvulariopsis, Cuticularia, Cyanopatella, Cyclomarsonina, Cylindrocarpostylus, Cylindrogloeum, Cylindromyces, Cylindrothyrium, Cylindroxyphium, Cymbothyrium, Cystidiella, Cystotrichiopsis, Cytodiscula, Cytogloeum, Cytonaema, Cytoplacosphaeria, Cytopleastrum, Cytosphaera, Cytosporella, Cytosporina, Cytosporium, Cytostagonospora, Cytotriplospora, Dacrymycella, Dactylifera, Darwiniella, Dasysphaeria, Dasysticta, Davisiella, Dearnessia, Deichmannia, Delortia, Delpinoella, Dematium, Dendroclathra, Dendrodomus, Dendrographiella, Dendrographium, Dendroseptoria, Dendrospora, Dendrosporium, Dendryphiosphaera, Dennisographium, Denticularia, Dentocircinomyces, Descalsia, Desertella, Desmidiospora, Dexhowardia, Diaboliumbilicus, Diacrochordon, Diademospora, Dialaceniopsis, Diaphanium, Diarimella, Dicellispora, Dichelostroma, Dicholobodigitus, Dichotomophthora, Dichotomophthoropsis, Dicoccum, Dictyoarthrinium, Dictyoarthrinopsis, Dictyocatenulata, Dictyochorina, Dictyodesmium, Dictyophrynella, Dictyopolyschema, Dictyorostrella, Dictyospiropes, Didymobotryum, Didymochaeta, Didymochaetina, Didymopsis, Didymosporium, Didymothozetia, Didymotrichella, Diedickea, Digitodochium, Digitomyces, Digitopodium, Digitoramispora, Digitosarcinella, Dimastigosporium, Diplocladiella, Diplodiella, Diplodinis, Diplolaeviopsis, Diploöspora, Diploplenodomus, Diplorhynchus, Diplosporonema, Diplozythiella, Discocolla, Discogloeum, Discomycetoidea, Discosiellina, Discosporina, Discosporium, Discotheciella, Discozythia, Dissitimurus, Dissoacremoniella, Ditangifibula, Divinia, Dokmaia, Domingoella, Dontuzia, Dothideodiplodia, Dothioropsis, Drepanospora, Drudeola, Drumopama, Dryosphaera, Dualomyces, Duosporium, Dwayabeeja, Dwayaloma, Dwayalomella, Dwibahubeeja, Dwibeeja, Dwiroopella, Dyrithium, Ebollia, Echinocatena, Echinochondrium, Ectostroma, Eiona, Elachopeltella, Elachopeltis, Elaeodema, Elattopycnis, Eleutheromycella, Ellisiella, Enantioptera, Endobotrya, Endobotryella, Endocalyx, Endocolium, Endoconospora, Endocoryneum, Endophragmia, Endophragmiopsis, Endoplacodium, Endoramularia, Endosporoideus, Endostilbum, Endozythia, Enerthidium, Engelhardtiella, Enridescalsia, Enthallopycnidium, Entoderma, Epaphroconidia, Ephelidium, Epicladonia, Epiclinium, Epicoccospora, Epidochiopsis, Episporogoniella, Epistigme, Eriomycopsis, Eriosporella, Eriosporopsis, Eriothyrium, Erispora, Ernakulamia, Erysiphopsis, Erythrogloeum, Esdipatilia, Esfandiariomyces, Esteya, Evanidomus, Everhartia, Everniicola, Eversia, Evlachovaea, Excipularia, Exochalara, Exophoma, Exosporella, Exosporium, Exserticlava, Fairmaniella, Farriolla, Favomicrosporon, Favostroma, Feltgeniomyces, Fenestroconidia, Filosporella, Fissuricella, Flabellocladia, Flabellospora, Flosculomyces, Fontanospora, Foveostroma, Frigidispora, Fujimyces, Fuligomyces, Fumago, Fumagopsis, Funicularius, Furcaspora, Fusamen, Fusariella, Fusariopsis, Fuscophialis, Fusicatena, Fusichalara, Fusicolla, Fusidium, Fusisporella, Fusoma, Fusticeps, Gaeumanniella, Gallaicolichen, Gampsonema, Gamsia, Gangliophora, Gangliostilbe, Garnaudia, Gaubaea, Geastrumia, Gelatinocrinis, Gelatinopycnis, Geminoarcus, Gemmulina, Gilmaniella, Giulia, Glabrotheca, Glaphyriopsis, Glenosporopsis, Glioannellodochium, Glioblastocladium, Gliophragma, Globuliroseum, Gloeocoryneum, Gloeodes, Gloeosporiella, Gloiosphaera, Glutinium, Goidanichiella, Gonatobotryum, Gonatophragmiella, Gonatorrhodum, Gonyella, Goosiella, Goosiomyces, Gorgomyces, Grallomyces, Granularia, Graphiothecium, Groveolopsis, Guedea, Gymnodochium, Gymnoxyphium, Gyoerffyella, Gyrophthorus, Gyrothrix, Habrostictis, Hadronema, Hadrosporium, Haematomyxa, Halysiomyces, Hansfordia, Hansfordiopeltis, Hansfordiopeltopsis, Hapalosphaeria, Haplariella, Haplariopsis, Haplobasidion, Haplolepis, Haplosporidium, Hapsidascus, Haptocara, Haradamyces, Harmoniella, Harpagomyces, Harpographium, Hawksworthia, Hawksworthiana, Heimiodora, Helhonia, Heliastrum, Helicoceras, Helicofilia, Helicogoosia, Helicominopsis, Helicorhoidion, Helicosingula, Helicosporina, Helicostilbe, Helicothyrium, Helicoubisia, Heliocephala, Heliscella, Heliscina, Helminthophora, Hemibeltrania, Hemicorynesporella, Hemidothis, Hemisphaeropsis, Hemisynnema, Hendersoniella, Hendersonina, Hendersonulina, Henicospora, Hermatomyces, Herposira, Herreromyces, Heterocephalum, Heteroconidium, Heteroseptata, Heterosporiopsis, Heuflera, Hexacladium, Heydenia, Himantia, Hinoa, Hirudinaria, Hobsoniopsis, Hoehneliella, Holubovaea, Holubovaniella, Homalopeltis, Hormiactella, Hormiactis, Hormiscioideus, Hormisciopsis, Hormiscium, Hormocephalum, Hormocladium, Hormographis, Hughesinia, Humicolopsis, Hyalocamposporium, Hyalocladium, Hyaloderma, Hyalodermella, Hyalodictyum, Hyalohelicomina, Hyalopleiochaeta, Hyalosynnema, Hyalothyridium, Hyalotiastrum, Hyalotiella, Hydrometrospora, Hymenella, Hymeniopeltis, Hymenobactron, Hymenobia, Hymenopsis, Hymenula, Hyphochlaena, Hyphodiscosia, Hyphodiscosioides, Hyphopolynema, Hyphostereum, Hyphothyrium, Hypocline, Hypogloeum, Hysteridium, Hysteropycnis, Ialomitzia, Idiocercus, Imicles, Imimyces, Impudentia, Inesiosporium, Infrafungus, Infundibulomyces, Inifatiella, Intercalarispora, Intralichen, Ionophragmium, Iraniella, Irpicomyces, Isariella, Ischnostroma, Isthmolongispora, Isthmophragmospora, Isthmotricladia, Ityorhoptrum, Iyengarina, Jahniella, Jainesia, Janetia, Javonarxia, Jerainum, Jubispora, Junctospora, Junewangia, Kalchbrenneriella, Kaleidosporium, Kamatella, Kameshwaromyces, Karsteniomyces, Keissleriomyces, Kendrickomyces, Ketubakia, Kiliophora, Kionocephala, Kionochaeta, Kmetia, Kmetiopsis, Knemiothyrium, Knufia, Kodonospora, Kolletes, Konenia, Kontospora, Koorchalomella, Korunomyces, Kostermansinda, Kostermansindiopsis, Kramabeeja, Kramasamuha, Kravtzevia, Kreiseliella, Krishnamyces, Kumanasamuha, Kurssanovia, Kyphophora, Lacellina, Lacellinopsis, Lachnodochium, Laciniocladium, Lactydina, Laeviomyces, Lagenomyces, Lambdasporium, Lambinonia, Lamproconium, Lappodochium, Lasiophoma, Lasiothyrium, Lasmenia, Lasmeniella, Latericonis, Lateriramulosa, Laterispora, Lauriomyces, Lawalreea, Leandria, Lecanostictopsis, Lecythispora, Leeina, Leightoniomyces, Lembuncula, Lemkea, Lentescospora, Leprieurina, Leprieurinella, Leptochlamys, Leptodermella, Leptodiscella, Leptomelanconium, Leptophyllosticta, Leptosacca, Leptosphaerella, Leptosporina, Leptostromella, Leptothyrella, Leptothyrium, Leucoconiella, Leucoconis, Leucodochium, Leucopenicillifer, Leuliisinea, Libertiella, Lichenobactridium, Lichenoconium, Lichenodiplis, Lichenodiplisiella, Lichenohendersonia, Lichenopeziza, Lichenopuccinia, Lichenostella, Lichenosticta, Linkosia, Linochorella, Linodochium, Listeromyces, Lobatopedis, Lomaantha, Lomachashaka, Ludwigomyces, Lunulospora, Luzfridiella, Lylea, Lyonella, Lysotheca, Mackenziella, Macrodiplodia, Macrodiplodiopsis, Magdalaenaea, Mahabalella, Mammariopsis, Manginella, Manoharachariomyces, Mapletonia, Martinellisia, Massalongina, Massariothea, Mastigomyces, Mastigosporium, Matruchotia, Matsushimaea, Matsushimiella, Matsushimomyces, Mauginiella, Medusamyces, Megacapitula, Megalodochium, Megaster, Melanocephala, Melanodiscus, Melanographium, Melanophoma, Melanosella, Melophia, Menidochium, Menoidea, Mercadomyces, Metadiplodia, Metazythia, Metazythiopsis, Microblastosporon, Microclava, Microcyclephaeria, Microdiscula, Microdothiorella, Microhendersonula, Micropera, Microperella, Microtyle, Microxyphiella, Microxyphiopsis, Micula, Milospium, Mindoa, Miniancora, Minimelanolocus, Minimidochium, Minutoexcipula, Minutophoma, Mirimyces, Mixtoconidium, Monilochaetes, Monochaetiella, Monochaetopsis, Monodia, Monodidymaria, Monodisma, Monodorus, Monosporiella, Monosporium, Monotosporella, Monotrichum, Moorella, Moralesia, Morrisographium, Mucobasispora, Mucosetospora, Muiaria, Muiogone, Muirella, Multicladium, Multipatina, Myceloderma, Mycobacillaria, Mycocentrodochium, Mycochaetophora, Mycochlamys, Mycoenterolobium, Mycofalcella, Mycomyces, Mycopara, Mycospraguea, Mycosticta, Mycosylva, Mycotribulus, Mycousteria, Myiocoprula, Myriellina, Myriodontium, Myrmecomyces, Myropyxis, Myrotheciastrum, Mystrosporiella, Mystrosporium, Myxofusicoccum, Myxoparaphysella, Myxosporella, Myxosporidiella, Myxosporium, Myxostomellina, Myxothyriopsis, Myxothyrium, Naemosphaera, Naemosphaerella, Naemospora, Nagrajia, Nagrajomyces, Nakatopsis, Nanoschema, Naothyrsium, Naranus, Natarajania, Navaneethospora, Necraphidium, Negeriella, Nematogonum, Nematographium, Nemozythiella, Neoalpakesa, Neoarbuscula, Neochaetospora, Neocryptospora, Neodiplodina, Neofuckelia, Neohendersonia, Neoheteroceras, Neojohnstonia, Neolamya, Neoligniella, Neomelanconium, Neoovularia, Neopeltis, Neopericonia, Neophoma, Neoplaconema, Neoramularia, Neospegazzinia, Neosporidesmium, Neothyridaria, Neottiospora, Neottiosporina, Neta, Nidulispora, Nigromacula, Nigropuncta, Normandina, Nothospora, Novozymia, Nummospora, Nusia, Nyctalospora, Nypaella, Obeliospora, Obstipipilus, Obstipispora, Ochroconis, Ochrosphaera, Octopodotus, Odontodictyospora, Oedothea, Ojibwaya, Olpitrichum, Omega, Ommatosporella, Oncopodiella, Oncopodium, Oncospora, Oncosporella, Oncostroma, Onychophora, Oothyrium, Ophiomassaria, Ophiosira, Orbimyces, Orcadia, Ordus, Orphanocoela, Ostracodermidium, Ovadendron, Paathramaya, Pachycladina, Pactilia, Palawaniopsis, Paliphora, Panchanania, Papilionospora, Pappimyces, Paraaoria, Paraarthrocladium, Paraceratocladium, Parachionomyces, Paracostantinella, Paracryptophiale, Paracytospora, Paradactylaria, Paradactylella, Paradendryphiopsis, Paradictyoarthrinium, Paradidymobotryum, Paradiplodia, Paradischloridium, Paradiscula, Paraepicoccum, Parafulvia, Paraharknessia, Parahyalotiopsis, Paramassariothea, Paramenisporopsis, Parapericonia, Parapericoniella, Paraphaeoisaria, Paraphialocephala, Parapithomyces, Parapleurotheciopsis, Parapyricularia, Pararobillarda, Parasarcopodium, Parasphaeropsis, Paraspora, Parastenella, Parastigmatellina, Parasympodiella, Paratetraploa, Paratomenticola, Paratrichoconis, Paraulocladium, Parvosympodium, Paspalomyces, Patellina, Patouillardiella, Patriciomyces, Peethasthabeeja, Pellionella, Peltasterella, Peltasterinostroma, Peltasteropsis, Peltistroma, Peltistromella, Peltosoma, Peltostromellina, Peltostromopsis, Penzigomyces, Perelegamyces, Periola, Perisporium, Perizomella, Pestalozziella, Petrakia, Petrakiopsis, Phacostroma, Phacostromella, Phaeoblastophora, Phaeobotrys, Phaeocandelabrum, Phaeocytostroma, Phaeodactylella, Phaeodactylium, Phaeodiscula, Phaeodomus, Phaeodothiopsis, Phaeohiratsukaea, Phaeohymenula, Phaeoidiomyces, Phaeoisaria, Phaeolabrella, Phaeomonilia, Phaeomonostichella, Phaeophloeosporella, Phaeosphaera, Phaeosporobolus, Phaeothyrium, Phaeotrichoconis, Phalangispora, Phellostroma, Phialea, Phialoarthrobotryum, Phialogangliospora, Phialomyces, Phialophaeoisaria, Phialophorophoma, Phialoselanospora, Phialosporostilbe, Phialostele, Phialotubus, Phloeoconis, Phloeosporina, Phlyctaeniella, Phomachora, Phomyces, Phragmocephala, Phragmodochium, Phragmogloeum, Phragmopeltis, Phragmospathula, Phragmospathulella, Phragmotrichum, Phthora, Phyllocelis, Phylloedium, Phyllohendersonia, Physalidiella, Physalidiopsis, Pilulina, Pinatubo, Piperivora, Piricauda, Piricaudilium, Piricaudiopsis, Pirispora, Pirostoma, Pirostomella, Pirozynskiella, Pithosira, Pittostroma, Placella, Placodiplodia, Placodothis, Placonema, Placosphaerina, Placothea, Placothyrium, Plagiostigmella, Plectonaemella, Plectopeltis, Plectophomella, Plectophomopsis, Plectosira, Plectronidiopsis, Plectronidium, Plectrothrix, Pleiochaeta, Plenocatenulis, Plenophysa, Plenotrichaius, Plenotrichopsis, Plenotrichum, Plenozythia, Pleocouturea, Pleosphaeria, Plesiospora, Pleurodesmospora, Pleurodiscus, Pleurodomus, Pleuropedium, Pleurophoma, Pleurophragmium, Pleuroplaconema, Pleuroplacosphaeria, Pleurotheciopsis, Pleurothyriella, Pleurothyrium, Pleurovularia, Pocillopycnis, Podocapsa, Podosporiella, Podosporium, Poikilosperma, Polybulbophiale, Polycladium, Polydesmus, Polyetron, Polylobatispora, Polyschema, Polyscytalina, Polyscytalum, Polystomellomyces, Polystratorictus, Polysynnema, Polythrinciella, Polythrinciopsis, Polytretophora, Pontogeneia, Porobeltraniella, Porocladium, Porodiscus, Poroisariopsis, Poropeltis, Porophilomyces, Porosubramaniania, Porrectotheca, Powellia, Prathigada, Prismaria, Proboscispora, Prophytroma, Prosthemiella, Protostegia, Protostegiomyces, Protostroma, Psammina, Pseudoacrodictys, Pseudoanguillospora, Pseudoaristastoma, Pseudoasperisporium, Pseudobasidiospora, Pseudobeltrania, Pseudocamptoum, Pseudocanalisporium, Pseudocenangium, Pseudochuppia, Pseudoclathrosphaerina, Pseudoconium, Pseudocytoplacosphaeria, Pseudocytospora, Pseudodichomera, Pseudodidymaria, Pseudodiplodia, Pseudodiscula, Pseudoepicoccum, Pseudofuscophialis, Pseudogaster, Pseudogliophragma, Pseudographiella, Pseudohansfordia, Pseudohelicomyces, Pseudohendersonia, Pseudohepatica, Pseudolachnea, Pseudoneottiospora, Pseudopapulaspora, Pseudopatellina, Pseudopeltistroma, Pseudoperitheca, Pseudopetrakia, Pseudophloeosporella, Pseudophragmotrichum, Pseudopolystigmina, Pseudoramularia, Pseudorhizopogon, Pseudorobillarda, Pseudosaccharomyces, Pseudoschizothyra, Pseudoseptoria, Pseudosigmoidea, Pseudostegia, Pseudostilbella, Pseudostracoderma, Pseudothyrium, Pseudotorula, Pseudotracylla, Pseudotripoconidium, Pseudozythia, Pterulopsis, Pterygosporopsis, Pucciniospora, Pulchromyces, Pullospora, Pulvinella, Pulvinotrichum, Pumilus, Punctillina, Pycnidioarxiella, Pycnidiopeltis, Pycnis, Pycnodactylus, Pycnodallia, Pycnoharknessia, Pycnomma, Pycnomoreletia, Pycnopleiospora, Pycnothera, Pycnothyriella, Pyramidospora, Pyrgostroma, Pyriculariopsis, Pyripnomyces, Quadracaea, Quadricladium, Quasidiscus, Queenslandia, Quezelia, Radiatispora, Radiciseta, Radulidium, Raizadenia, Ramakrishnanella, Ramaraomyces, Ramicephala, Ramoconidiifera, Ramulaspera, Ranojevicia, Redbia, Refractohilum, Reichlingia, Remersonia, Retiarius, Retroconis, Rhabdoclema, Rhabdomyces, Rhabdostromella, Rhamphosphaeria, Rhexoacrodictys, Rhexoampullifera, Rhexodenticula, Rhexoprolifer, Rhinocladium, Rhinotrichella, Rhinotrichum, Rhipidocephalum, Rhizohypha, Rhizophila, Rhizosphaerina, Rhodesiopsis, Rhodothallus, Rhombostilbella, Rhopographella, Rhynchodiplodia, Rhynchomyces, Rhynchoseptoria, Rhynchosporina, Riclaretia, Rileya, Robakia, Robillarda, Rogergoosiella, Roigiella, Romellina, Roscoepoundia, Rosulomyces, Rota, Rotaea, Rubikia, Ruggieria, Rutola, Sadasivania, Saliastrum, Sanjuanomyces, Santapauinda, Saprophragma, Sarbhoyomyces, Sarcinodochium, Sarcinomyces, Sarcopodium, Satchmopsis, Scaphidium, Scenomyces, Sceptrifera, Scharifia, Schizothyra, Schizothyrella, Schizothyropsis, Schizotrichum, Schroeteria, Schwarzmannia, Scirrhophoma, Sclerococcum, Scleroconium, Sclerodiscus, Sclerographiopsis, Sclerographium, Scleromeris, Scleropycnis, Sclerotiella, Sclerozythia, Scolecobasidiella, Scolecobasidium, Scolecodochium, Scolecotheca, Scolecozythia, Scoliotidium, Scopaphoma, Scopularia, Scopulariella, Scothelius, Scotiosphaeria, Scutisporus, Scutopeltis, Scutopycnis, Scyphostroma, Seifertia, Seimatosporiopsis, Selenodriella, Selenosira, Selenosporopsis, Septocyta, Septocytella, Septodochium, Septogloeum, Septopatella, Septosporium, Septotrullula, Sessiliospora, Setolibertella, Setophiale, Setosporella, Setosynnema, Seychellomyces, Seynesiopsis, Shawiella, Sheariella, Shrungabeeja, Siamia, Sigmatomyces, Sirexcipula, Sirocyphis, Sirodochiella, Sirogloea, Siroligniella, Sirophoma, Siroplacodium, Siropleura, Siroscyphellina, Sirosperma, Sirosphaera, Sirosporonaemella, Sirothecium, Sirothyriella, Sirothyrium, Sirozythia, Sirozythiella, Sitochora, Slimacomyces, Solheimia, Solicorynespora, Soloacrospora, Solosympodiella, Soloterminospora, Spegazzinia, Speiropsis, Spermatoloncha, Spermochaetella, Spermospora, Spermosporella, Spermotrichum, Sphaeridium, Sphaeriothyrium, Sphaerocolla, Sphaerocybe, Sphaeromma, Sphaeronaema, Sphaerophoma, Sphaeropsis, Sphaerosporium, Sphaerulomyces, Sphondylocephalum, Spicaria, Spicularia, Spinulospora, Spiralum, Spiropes, Spogotteria, Spondylocladiella, Spondylocladiopsis, Spondylocladium, Sporendonema, Sporoctomorpha, Sporocystis, Sporoglena, Sporophiala, Sporophora, Stachybotryella, Stachybotryna, Stachycoremium, Stachylidium, Stagonopatella, Stagonopsis, Stagonosporina, Stagonostromella, Staheliella, Stalagmochaetia, Staphylotrichum, Stauriella, Stauronema, Stauronematopsis, Staurophoma, Stearophora, Stegolerium, Stegophorella, Stellifraga, Stellomyces, Stellopeltis, Stellospora, Stellothyriella, Stenocephalopsis, Stenocladiella, Stenospora, Stephanosporium, Stephembruneria, Sterigmatobotrys, Stevensomyces, Stevensonula, Stichospora, Stictopatella, Stictosepta, Stigmatellina, Stigmella, Stigmopeltis, Stilbellula, Stilbophoma, Stilbospora, Stomatogenella, Strasseria, Strasseriopsis, Stratiphoromyces, Strickeria, Striosphaeropsis, Stromatopogon, Stromatopycnis, Stromatostysanus, Strongylothallus, Strumellopsis, Stygiomyces, Stylaspergillus, Subramania, Subramaniomyces, Subulispora, Surculiseries, Sutravarana, Suttoniella, Suttonina, Syamithabeeja, Sylviacollaea, Symbiotaphrina, Symphysos, Sympodiella, Sympodiocladium, Sympodioclathra, Sympodiophora, Sympodioplanus, Synchronoblastia, Syncladium, Synnemaseimatoides, Synnematomyces, Synnemellisia, Synnmukerjiomyces, Synostomina, Syphosphaera, Systremmopsis, Taeniolina, Talekpea, Talpapellis, Tandonia, Tarsodisporus, Tawdiella, Taxomyces, Tectacervulus, Telioclipeum, Telligia, Temerariomyces, Teratosperma, Tetrabrachium, Tetrabrunneospora, Tetrachaetum, Tetracoccosporium, Tetrameronycha, Tetranacriella, Tetranacrium, Tetraposporium, Textotheca, Thallospora, Thamnogalla, Thaptospora, Tharoopama, Thelidiella, Thirumalacharia, Tholomyces, Thoracella, Thrinacospora, Thyridella, Thyriostromella, Thyrostromella, Thyrsidina, Tiarosporellivora, Ticogloea, Tilakiopsis, Titaeopsis, Titaeospora, Tomenticola, Torula, Torulopsiella, Torulopsis, Toxosporiella, Toxosporiopsis, Toxosporium, Tracylla, Trematophoma, Tremellidium, Tretocephala, Tretophragmia, Tretospeira, Tretovularia, Triacutus, Triadelphia, Tribolospora, Tricellula, Trichaegum, Trichobolbus, Trichobotrys, Trichoconis, Trichodiscula, Trichodochium, Trichomatomyces, Trichopeltulum, Trichoseptoria, Trichospermella, Trichosphaeropsis, Trichosporodochium, Tricladiella, Tricladiopsis, Tricladiospora, Tridentaria, Trifurcospora, Triglyphium, Trigonosporium, Tripoconidium, Triposporina, Triramulispora, Triscelophorus, Triscelosporium, Trisulcosporium, Tritirachium, Trochophora, Tromeropsis, Troposporella, Troposporium, Troposporopsis, Trullula, Tryssglobulus, Tuberculariopsis, Tuberculispora, Tumularia, Tunicago, Turturconchata, Tylomyces, Tympanosporium, Uberispora, Ubrizsya, Ulocoryphus, Umbellidion, Uncispora, Urohendersonia, Urohendersoniella, Uvarispora, Vagnia, Vamsapriya, Vanakripa, Vanbeverwijkia, Vanderystiella, Vanibandha, Vanterpoolia, Variocladium, Vasculomyces, Vasudevella, Velutipila, Ventrographium, Venustisporium, Venustocephala, Venustosynnema, Veracruzomyces, Veramyces, Verdipulvinus, Vermispora, Vermisporium, Veronaea, Veronaella, Veronidia, Verrucariella, Verrucophragmia, Verticicladus, Verticimonosporium, Vesicularia, Vestigium, Virgariella, Virgatospora, Viridiannula, Viscomacula, Vittalia, Volucrispora, Volutellaria, Volutellis, Vonarxia, Vouauxiella, Vouauxiomyces, Wadeana, Waihonghopes, Wardinella, Waydora, Websteromyces, Weissia, Weufia, Wiesneriomyces, Wojnowicia, Wolkia, Xanthoriicola, Xenidiocercus, Xenobotrytis, Xenochalara, Xenochora, Xenodomus, Xenoheteroconium, Xenokylindria, Xenomyxa, Xenopeltis, Xenoplaca, Xenostroma, Xepicula, Xepiculopsis, Xeroconium, Xiambola, Xiphomyces, Xylochia, Xyloglyphis, Xylogone, Xylohypha, Xylohyphopsis, Yalomyces, Yinmingella, Yuccamyces, Yunnania, Zakatoshia, Zanclospora, Zebrospora, Zelandiocoela, Zelopelta, Zelotriadelphia, Zernya, Zetesimomyces, Zevadia, Zilingia, Zinzipegasa, Zopheromyces, Zunura, Zygosporium, Zyxiphora

## Vanjske poveznice
|  | Zajednički poslužitelj ima još gradiva o temi Ascomycota |
|  | Wikivrste imaju podatke o taksonu Ascomycota             |